# Lapsi
Lapsi (Latijn = gevallenen, enkelvoud = lapsus, v. labi = letterlijk: uitglijden) is de algemene benaming bij de christenen voor diegenen die tijdens de christenvervolgingen in de eerste eeuwen – vooral tijdens die van keizer Decius (249–251) – van hun geloof waren afgevallen en deel hadden genomen aan een heidense offerdienst. De meeste lapsi waren onder de druk van de  vervolgingen en strenge wetgeving slechts uiterlijk afvallig geworden.
In een recente visie zijn lapsi christenen die zijn ‘gevallen’ bij hun pogingen het martelaarschap (martyrium) te bereiken. De lapsus (e.v.) is dus niet iemand die ongehoorzaam is geweest aan een edict van de Romeinse keizer, maar iemand die er niet in is geslaagd om de eenwording met de goddelijke geest te verwerkelijken.